# Стерн, Том
Томас Эванс Стерн (англ. Thomas Evans Stern; род. 16 декабря 1946[…], Пало-Алто, Калифорния) — американский кинооператор. Номинировался на премию «Оскар» за лучшую операторскую работу в фильме «Подмена».

## Биография
Родился 16 декабря 1946 года в Пало-Алто, штат Калифорния. Учился в колледже Сент-Джонс, Санта-Фе (Нью-Мексико), и в Стэнфордском университете, Калифорния. Карьеру в кино он начал с работы осветителем на фильмах. Первой его работой кинооператором стал фильм 2002 года «Кровавая работа» Клинта Иствуда, с которым они с тех пор неизменно сотрудничают. Работал оператором на российском фильме «Царь» Павла Лунгина.
Является членом Американского общества кинооператоров и Французской ассоциации кинооператоров.

## Личная жизнь
Был женат на Франсуазе Комбадьери, которая работала кастинг-директором в фильмах — «Правда о Чарли» 2002 года, «Отпетые мошенники» 1988 года, «Любовник» 1992 года. Она умерла 4 января 2013 года в городе Тулуза, Франция.

## Фильмография

### Оператор
- TBA — Кунг Фьюри 2 / Kung Fury 2 (реж. Дэвид Сандберг)
- 2021 — Ледяной драйв / The Ice Road (реж. Джонатан Хенсли)
- 2018 — Мег: Монстр глубины / The Meg (реж. Джон Тёртелтауб)
- 2018 — Поезд на Париж / The 15:17 to Paris (реж. Клинт Иствуд)
- 2016 — Чудо на Гудзоне / Sully (реж. Клинт Иствуд)
- 2016 — Прекращение огня / Cessez-le-feu (реж. Эммануэль Курколь)
- 2015 — Загнанные лошади / Broken Horses (реж. Видху Винод Чопра)
- 2014 — Снайпер / American Sniper (реж. Клинт Иствуд)
- 2014 — Парни из Джерси / Jersey Boys (реж. Клинт Иствуд)
- 2012 — Кручёный мяч / Trouble with the Curve (реж. Роберт Лоренц)
- 2012 — Голодные игры / The Hunger Games (реж. Гэри Росс)
- 2011 — Дж. Эдгар / J. Edgar (реж. Клинт Иствуд)
- 2011 — Бессонная ночь / Nuit blanche (реж. Фредерик Жарден)
- 2010 — Потустороннее / Hereafter (реж. Клинт Иствуд)
- 2009 — Непокорённый / Invictus (реж. Клинт Иствуд)
- 2009 — Царь (реж. Павел Лунгин)
- 2009 — Нежность / Tenderness (реж. Джон Полсон)
- 2008 — Гран Торино / Gran Torino (реж. Клинт Иствуд)
- 2008 — Париж! Париж! / Faubourg 36 (реж. Кристоф Барратье)
- 2008 — Подмена / Changeling (реж. Клинт Иствуд)
- 2007 — То, что мы потеряли / Things We Lost in the Fire (реж. Сюзанна Бир)
- 2007 — Пути и путы / Rails & Ties (реж. Элисон Иствуд)
- 2006 — Письма с Иводзимы / Letters from Iwo Jima (реж. Клинт Иствуд)
- 2006 — Флаги наших отцов / Flags of Our Fathers (реж. Клинт Иствуд)
- 2006 — Прощальный поцелуй / The Last Kiss (реж. Тони Голдуин)
- 2005 — Любовь и сигареты / Romance & Cigarettes (реж. Джон Туртурро)
- 2005 — Шесть демонов Эмили Роуз / The Exorcism of Emily Rose (реж. Скотт Дерриксон)
- 2004 — Малышка на миллион / Million Dollar Baby (реж. Клинт Иствуд)
- 2004 — Бобби Джонс: Гений удара / Bobby Jones: Stroke of Genius (реж. Роуди Херрингтон)
- 2003 — Таинственная река / Mystic River (реж. Клинт Иствуд)
- 2002 — Кровавая работа / Blood Work (реж. Клинт Иствуд)